# Drottningholmsvägen (Stockholm)
Drottningholmsvägen une route de Stockholm et d'Ekerö en Suède.

## Situation
Drottningholmsvägen est une voie de circulation entre le centre de Stockholm et le château de Drottningholm dans la commune d'Ekerö.
Elle mesure 7,5 kilomètres de long.
Le tunnel construit en 2010 juste à l'ouest de Fridhemsplan a reçu le nom officiel de Hundra knutars backe (sv), le tunnel mesure 251 mètres de long.
La route a reçu son nom actuel en 1885.
La route part de Kronobergsgatan à Kronobergsparken dans le quartier de Kungsholmen, puis croise Sankt Eriksgatan et Fridhemsplan, ensuite elle traverse Marieberg, Stadshagen, Kristineberg, où elle traverse Lindhagensplan.
La rue continue vers l'ouest après Fredhäll puis sur le pont de Traneberg en passant par Traneberg, Alvik et Ulvsunda.
Alviksplan et Ulvsundaplan sont traversées et à l'ouest de Riksby la route tourne vers le sud à Brommaplan.
Elle continue ensuite en traversant Åkeslund, Åkeshov, Nockebyhov et Nockeby jusqu'au pont  Nockebybron, puis à travers Kärsön jusqu'au pont Drottningholmsbron où elle est prolongée par l'Ekerövägen.
Le tronçon entre l'échangeur de Fredhäll et Brommaplan fait partie de la route comtale 275.
Le tronçon entre Brommaplan et Drottningholmsbron fait partie de la route comtale 261.

## Galerie

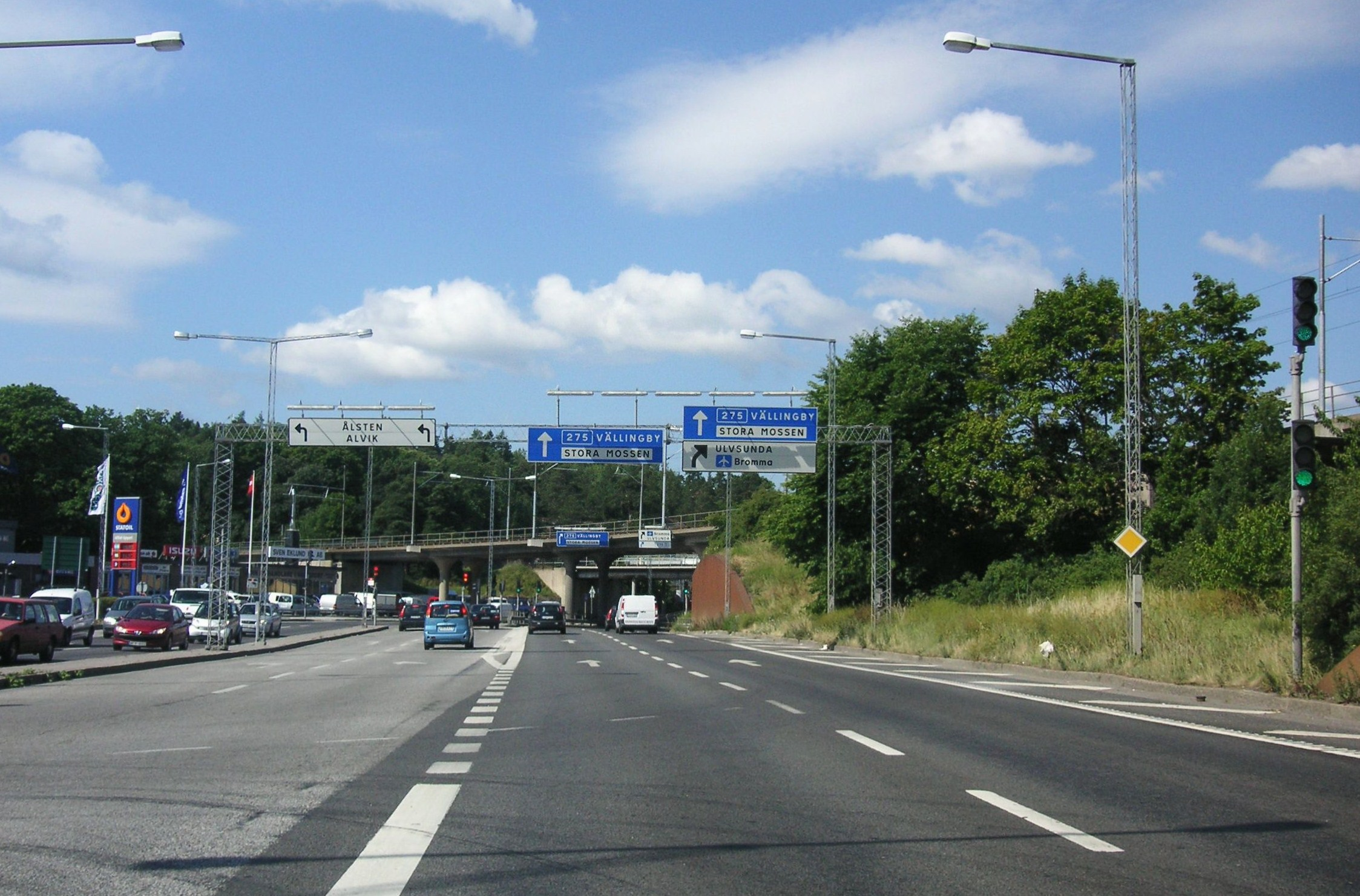
Drottningholmsvägen à Alviksplan, 2008.
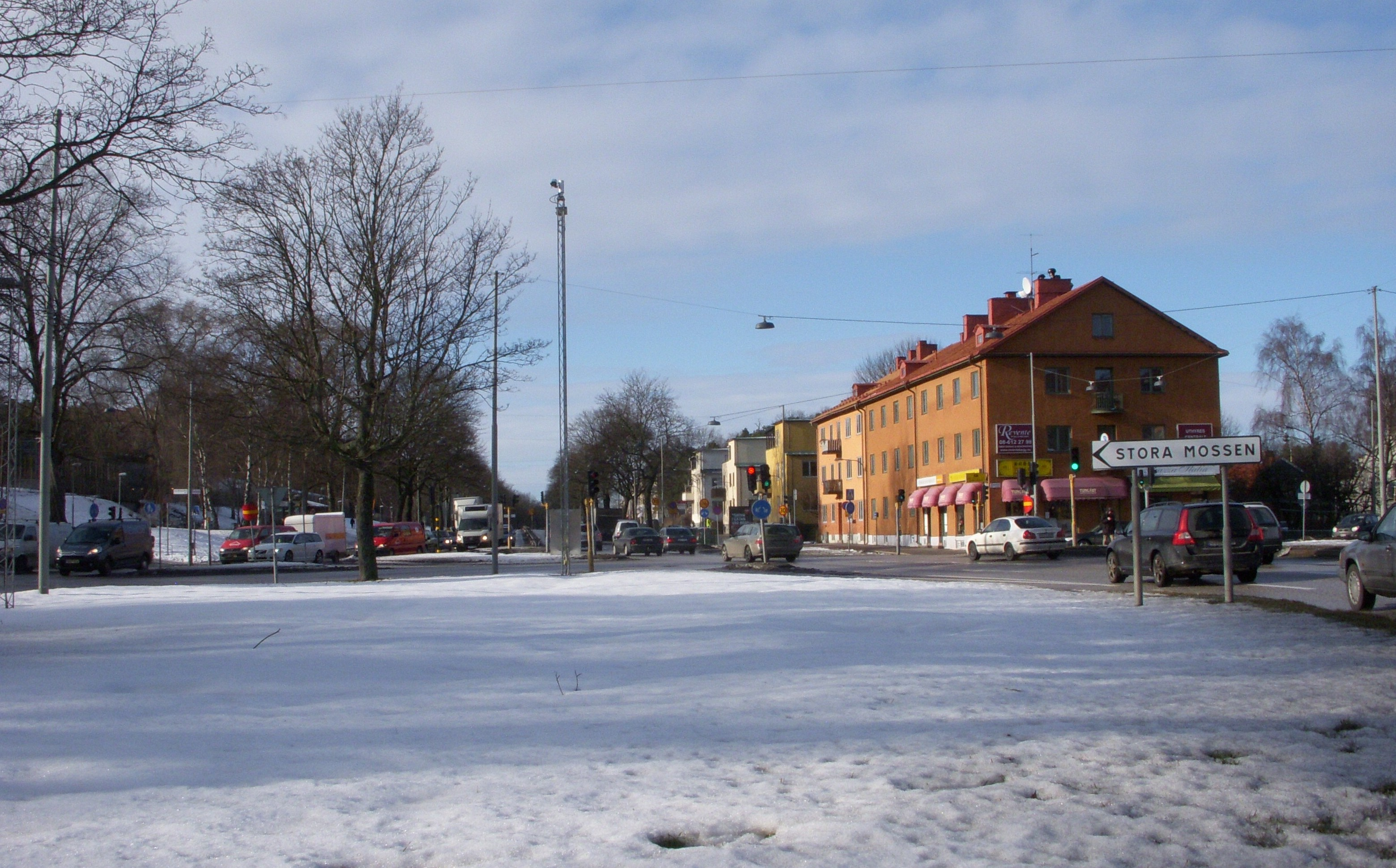
Drottningholmsvägen à Ulvsundaplan, 2012.
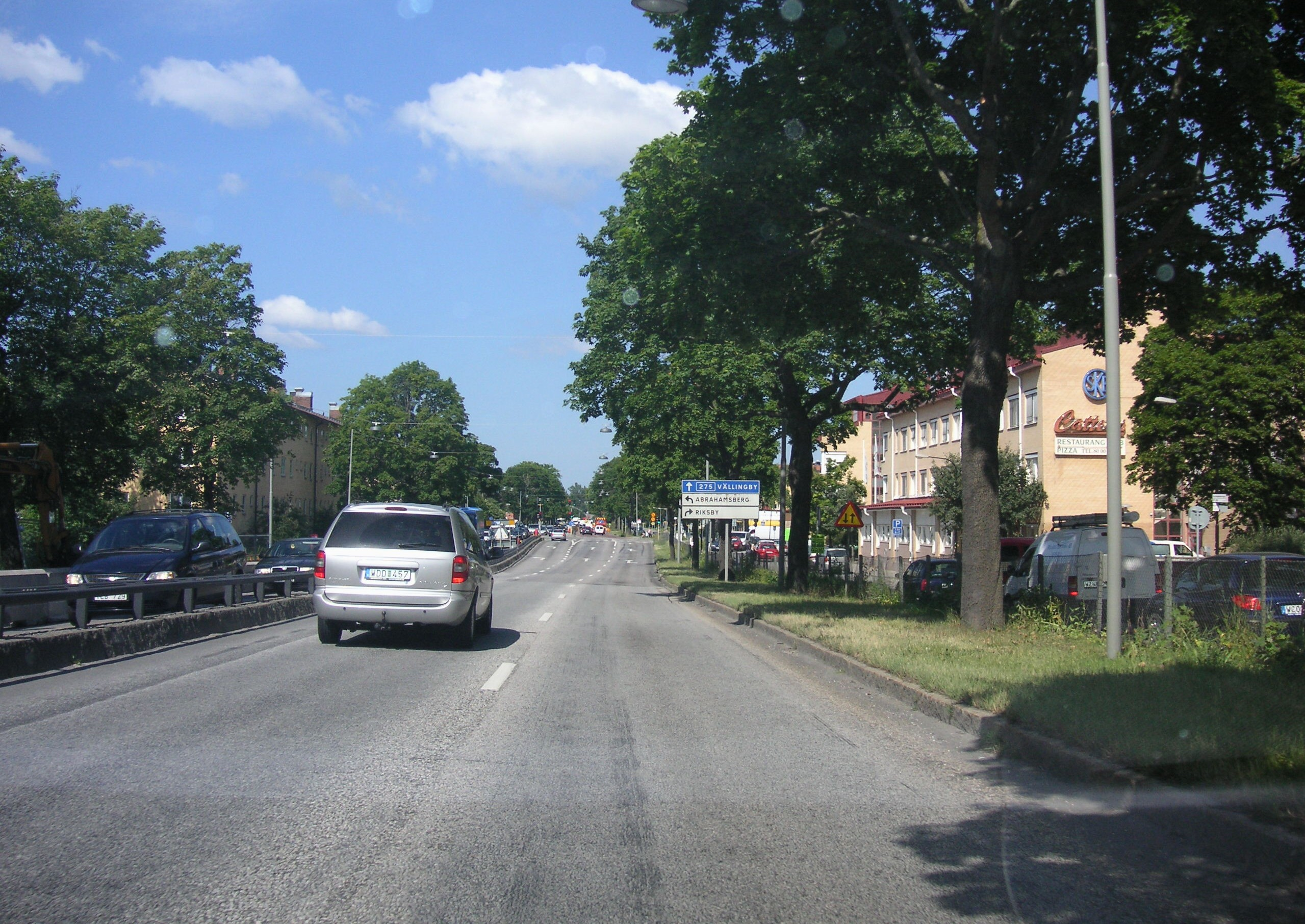
Drottningholmsvägen à Abrahamsberg, 2008.